# Оптимальний план експерименту
Оптимальне планування експерименту — це галузь статистики, задачею якої є підбір оптимальних статистичних критеріїв при плануванні наукового експерименту, які б дозволяли мінімізувати помилки упередження та варіацію даних. В основі оптимального планування лежать наукові праці данської дослідниці Кірстине Сміт, учениці британського математика Карла Пірсона.